# Trofobioza

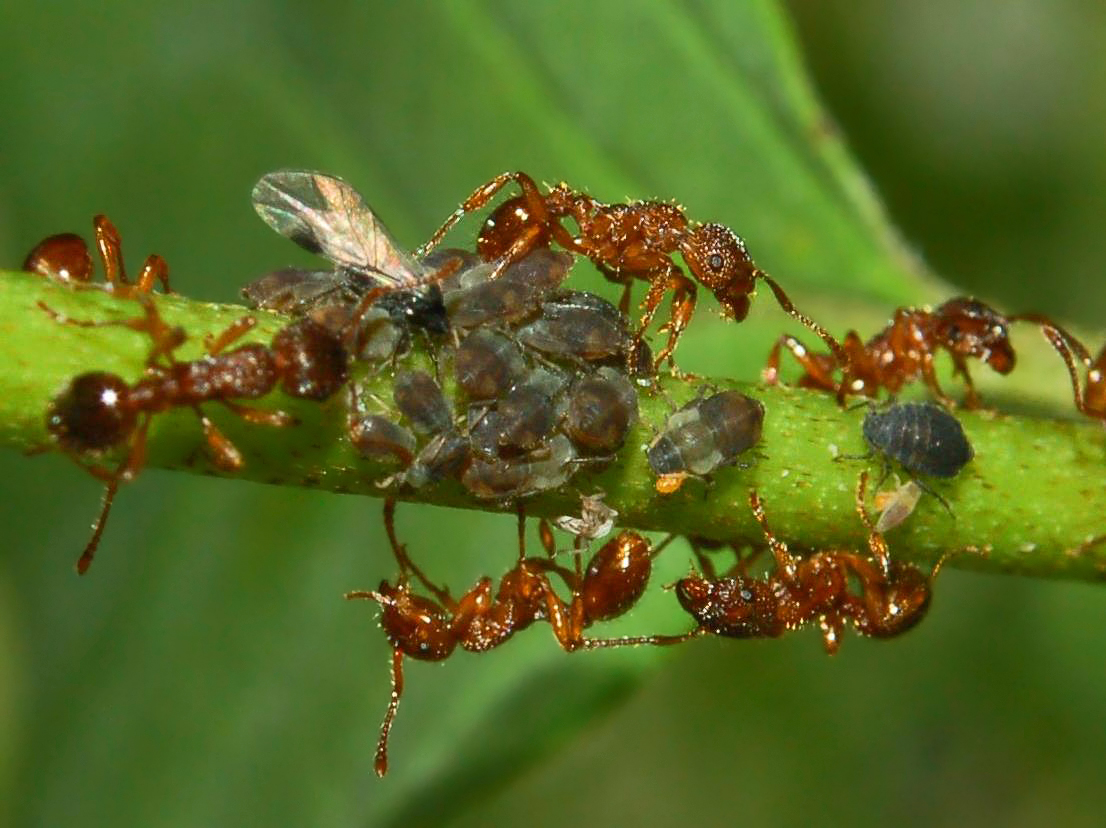
Trofobioza mrówek i mszyc

Trofobioza (trophobiosis, trophobium) - forma symbiozy (ektosymbioza), w której jedna strona otrzymuje pokarm (wydzielinę gruczołów allotroficznych, odchody) zapewniając drugiej obronę (np. mrówki i mszyce). W znaczeniu szerszym odnosi się do współżycia owadów z roślinami.
Zobacz też: zależności międzygatunkowe, symbioza